# Shimozuma Chūkō
Shimozuma Chūkō est un nom japonais traditionnel ; le nom de famille (ou le nom d'école), Shimozuma, précède donc le prénom (ou le nom d'artiste).
Shimozuma Chūkō (下間仲孝, 1551-1616) est un moine du Hongan-ji. Les affaires courantes du temple sont administrées par Chūkō. À la même époque où Hongan-ji Kennyo lutte contre Oda Nobunaga, il est responsable des défenses lors du siège d'Ishiyama Hongan-ji.

## Source de la traduction
- (en) Cet article est partiellement ou en totalité issu de l’article de Wikipédia en anglais intitulé « Shimozuma Chuko » (voir la liste des auteurs).